# EDO RAM
EDO RAM (англ. Extended Data Out Random Access Memory) — пам'ять з довільним доступом до даних з розширеним виводом. Є вдосконаленим типом пам'яті FPM RAM (інша назва Hyper Page Mode).
Використовувалася в комп'ютерах на основі процесорів Pentium починаючи з 1995 року. Пам'ять типу EDO була розроблена та запатентована фірмою Micron Technology.

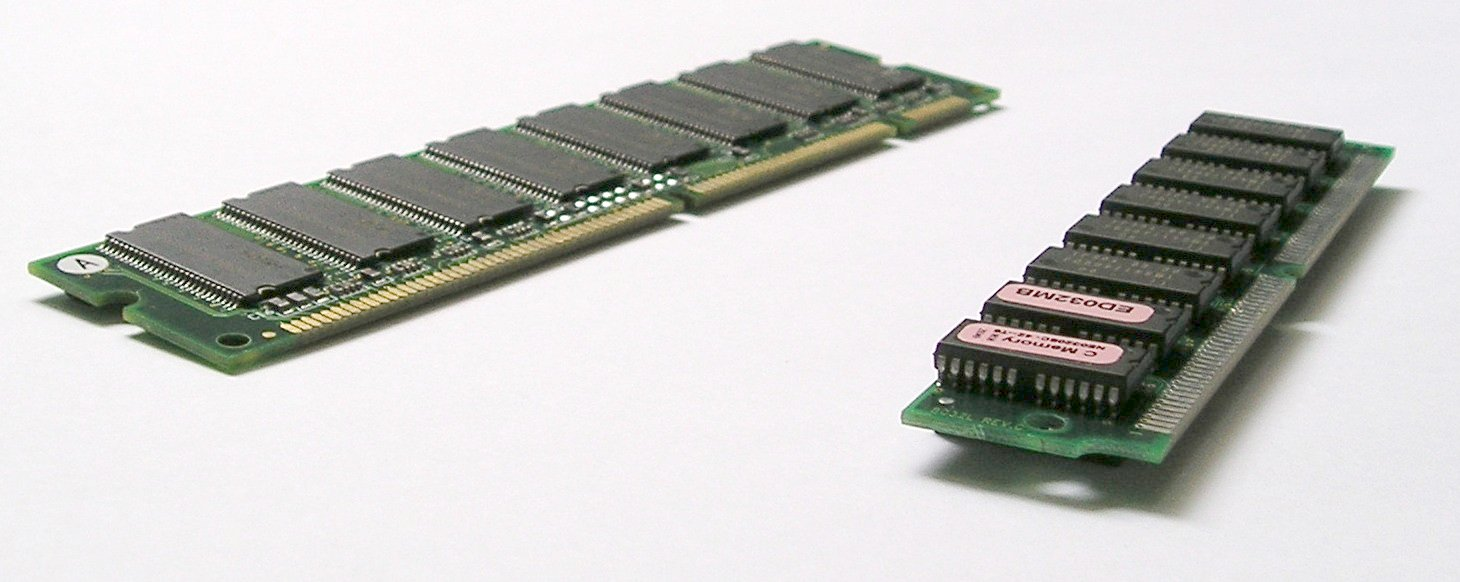
З правої сторони фото модуль пам'яти EDO RAM 32 МБ